# Hadikové
Hadikové z Futaku (maďarsky Futaki Hadik család, německy Hadick von Futak) jsou uherský šlechtický rod slovenského původu. První zmínky pochází z konce 16. století, v roce 1720 získal rod erb a šlechtický stav. Nejvýznamnější člen rodu polní maršál Andrej Hadik (1710–1790) proslul jako vojevůdce ve válkách 18. století a v roce 1763 získal titul hraběte. V následujících generacích vzešla z rodiny řada dalších osobností a Hadikové se zařadili také mezi přední pozemkové vlastníky v Uherském království. Na přelomu 19. a 20. století vynikli v politice bratři János (1863–1933) a Endre (1862–1931). Do konce druhé světové války vlastnili velký majetek v Maďarsku a Československu, poté většina rodiny odešla do zahraničního exilu. Potomci dnes žijí převážně v USA.

## Dějiny

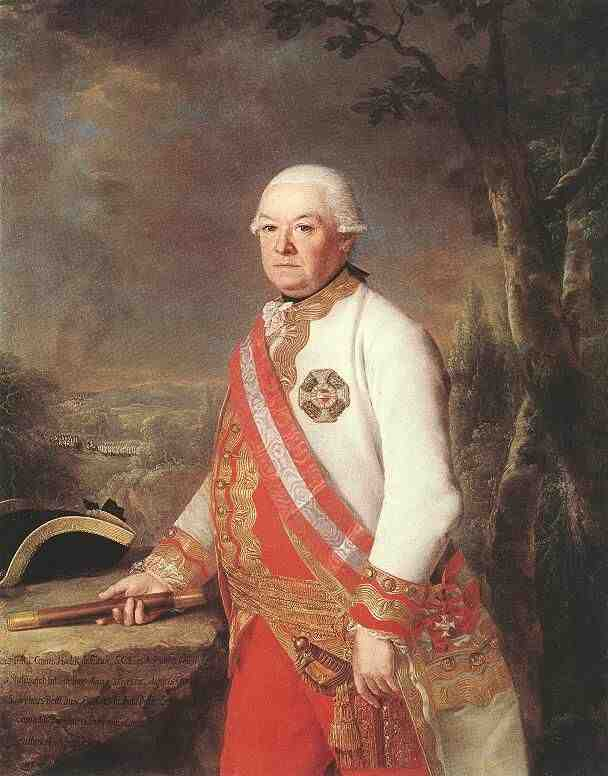
Polní maršál Andrej Hadik (1710–1790)

Hadikové pocházejí z Horních Uher a připomínají se od 16. století, prvním doloženým předkem je evangelický farář Boldiszar (Baltazar) Hadik uváděný v archivních pramenech v roce 1585 s latinskou formou jména Hadikius. V další generaci vynikl János (Jan) (1585–1642), který proslul jako stoupenec luteránství a působil jako kazatel v Trnavě. Jeho potomci během 17. století pronikli mezi nižší zemanskou šlechtu v Turčianské župě. Příslušníci rodu sloužili převážně v císařské armádě, Boldiszarovi pravnuci Mihály (Michal) a István (Štěpán) padli v v tureckých válkách. V další generaci Mihály Hadik (†1733) byl také důstojníkem ve vojsku a za zásluhy byl v roce 1720 povýšen do šlechtického stavu spolu s udělením erbu.

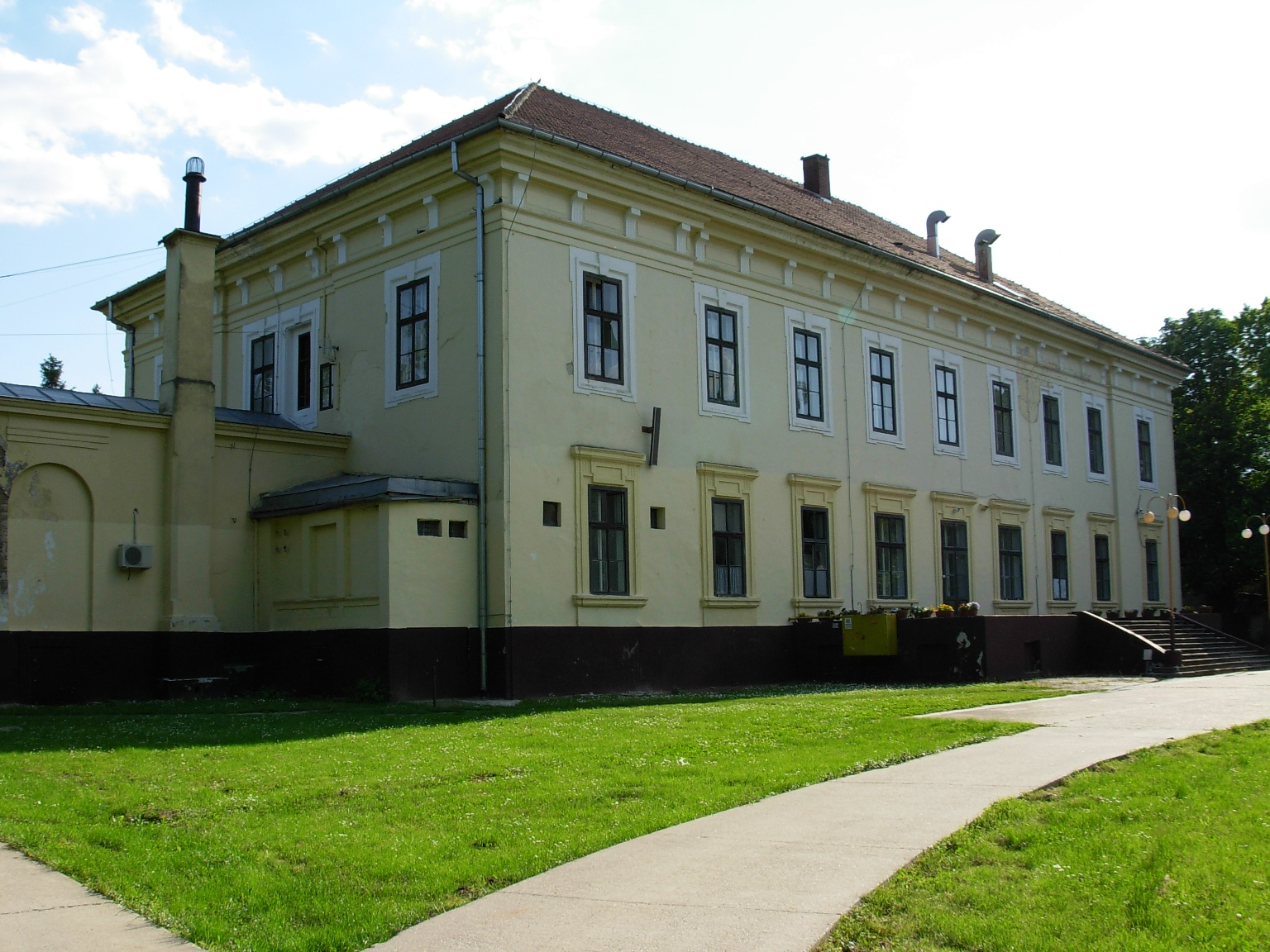
Zámek Futak (dnes Futog (Srbsko)

Nejvýznamnějším příslušníkem rodu byl vojevůdce Andrej Hadik (1710–1790), který se vyznamenal v dynastických válkách doby Marie Terezie. Proslul především za sedmileté války odvážným přepadením Berlína, díky kterému vzniklo slovní spojení husarský kousek. Dobytí hlavního města největšího nepřítele Marie Terezie vyneslo Hadikovi trvalou přízeň Habsburků. V armádě nakonec dosáhl nejvyšší hodnosti polního maršála a svou kariéru zakončil jako prezident Dvorské válečné rady. Po sedmileté válce byl povýšen do uherského hraběcího stavu (1764) a později získal i říšský hraběcí titul (1777). Ke svému jménu připojil predikát de Futak podle panství Futog (v dnešním Srbsku), které koupil v roce 1770 a později zde nechal postavit barokní zámek. Jeho manželkou byla hraběnka Františka Lichnovská z Woštic (1725–1787), oba zemřeli na zámku Futak. I v dalších generacích se potomci svými sňatky spříznili s řadou vlivných šlechtických rodů (Kolovratové, Festeticsové, Zichyové, Széchenyiové, Stadionové, Hohenlohové).
Andrej Hadik měl tři syny, z nichž dva navázali na otcovu vojenskou kariéru. Druhorozený Karel Josef (1756–1800) byl polním podmaršálem a zemřel na následky zranění z bitvy u Marenga, nejmladší Andrej (1764–1840) dosáhl v napoleonských válkách hodnosti generála jezdectva a nakonec byl zemským velitelem ve Slezsku. Oba sice měli potomstvo, ale trvalé pokračování rodu zajistil pouze jejich nejstarší bratr Jan (1755–1833), který se věnoval správě rodových statků, proslul jako amatérský malíř a byl čestným členem Akademie výtvarných umění ve Vídni. Jeho jediný syn Adam Josef (1784–1852) sloužil v armádě a dosáhl hodnosti kapitána. Jeho dcera Gizela (1825–1890) byla manželkou moravského zemského hejtmana a českého místodržitele hraběte Rudolfa Stadiona.
I když panství Futak prodali již v roce 1805 Chotkům, díky sňatkům a dalším nákupům získali další statky v různých částech Uher. V 19. století vynikl Adamův syn Béla (Adalbert) (1822–1885), který sloužil u rakousko-uherského námořnictva a dosáhl hodnosti kontradmirála a byl také nejvyšším komořím arcivévody Maxmiliána, kterého doprovázel do Mexika. Oženil se s hraběnkou Ilonou Barkóczyovou (1833–1887), která byla dědičkou rozsáhlého majetku po svém otci v Zemplínské župě. Na základě toho jejich nejstarší syn Endre (Andreas) (1862–1931) přijal v roce 1887 alianční jméno Hadik-Barkóczy. Endre byl v letech 1917–1918 předsedou Sněmovny magnátů, jeho potomstvo odešlo do exilu po druhé světové válce. Mladší bratr János (Johannes) (1863–1933) byl posledním uherským ministerským předsedou před zánikem monarchie, jeho mandát ale během revolučních událostí na konci října 1918 trval jen necelý jeden den. Nejmladší z bratrů Miksa (Maximilian) (1868–1921) působil v diplomacii a v letech 1912–1918 byl rakousko-uherským vyslancem ve Švédsku. Potomci Endreho a Jánose odešli po druhé světové válce do exilu a příslušníci rodu dnes žijí převážně v USA.
Počátkem 20. století patřilo Hadikům přes 30 000 hektarů půdy v různých částech Uherského království, vlastnili také několik honosných sídel. Největší podíl připadal na dědictví po rodině Barkóczy, které vlastnil hrabě Endre Hadik-Barkóczy v Zemplínské župě. Jeho hlavním sídlem byl zámek v Tovarné, který byl zničen v závěru druhé světové války. Ve 20. století zanikl i další rodový zámek na Slovensku v Pavlovcích nad Uhom. Hadikovské zámky v Maďarsku mají dnes účelové využití (Seregélyes, Tornanádaska).

## Osobnosti

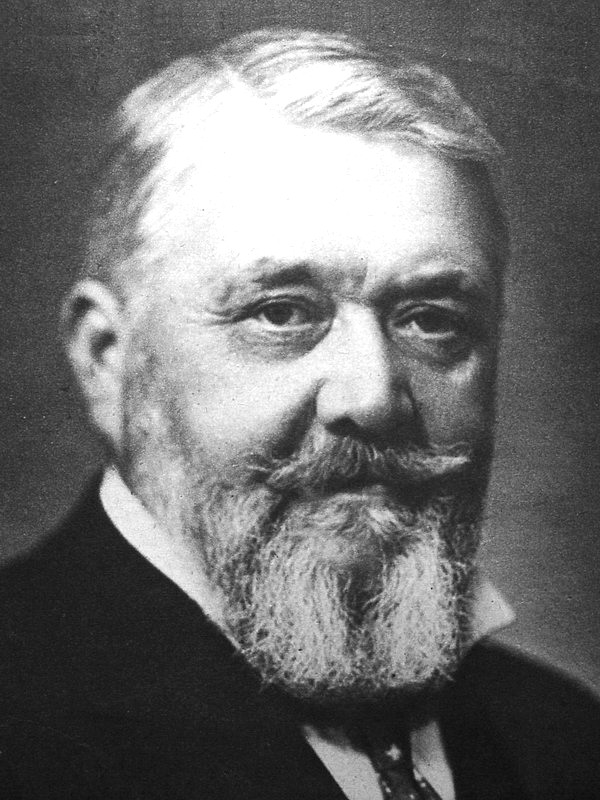
Hrabě János Hadik (1863–1933), uherský ministerský předseda 1918

- Andrej (1710–1790), polní maršál císařské armády, prezident Dvorské válečné rady, 1763 uherský hrabě, 1777 říšský hrabě
- Karel Josef (1756–1800), polní podmaršál císařské armády, zemřel na následky zranění z bitvy u Marenga
- Andrej (1764–1840), generál jezdectva císařské armády, vrchní velitel ve Slezsku
- Ágoston (Gustav) (1801–1873), účastník maďarské revoluce, odsouzen k trestu smrti, 1851 amnestován
- Béla (Adalbert) (1822–1885), kontradmirál rakousko-uherského námořnictvo, nejvyšší komorník arcivévody Maxmiliána
- Endre (Andreas) (1862–1931), uherský politik, předseda Sněmovny magnátů 1917–1918, syn předešlého
- János (Johannes) (1863–1933), uherský politik, ministr výživy 1917–1918, uherský ministerský předseda 1918, bratr předešlého
- Maximilian (Miksa) (1868–1921), diplomat, rakousko-uherský vyslanec v Mexiku a ve Švédsku, bratr předešlého
- Béla (Adalbert) (1870–1912), župan Zemplínské župy, bratr předešlého
- Béla (Adalbert) (1905–1971), poslanec maďarského parlamentu

## Rodová sídla
- Futog (Futak) (Srbsko)
- Pavlovce nad Uhom (Palócz) (Slovensko)
- Seregélyes (Maďarsko)[6]
- Tornanádaska (Maďarsko)
- Tovarné (Tavarna) (Slovensko)
- palác Hadik-Barkóczy v Košicích
- palác Hadik v Budapešti

## Erb
Původní erb udělený Hadikům v roce 1720 odkazoval na zásluhy členů rodu v tureckých válkách. V černém poli ze zlaté koruny vyrůstal zlatý lev držící v levé tlapě meč a v pravé tlapě useknutou hlavu Turka. Při povýšení do hraběcího stavu Andreji Hadikovi v roce 1763 získala rodina složitější erb se čtyřmi poli a původní znak se stal srdečním štítem. V prvním červeném poli byla ratolest vinné révy, která pocházela ze znaku Andrejovy manželky Františky, rozené Lichnovské z Woštic, ve druhém poli byla stříbrná věž, třetím modrém poli byla stříbrná obrněná paže s vavřínovou ratolestí. Čtvrté zlaté pole s černým dvouhlavým orlem odkazovalo na Hadikovu službu habsburské dynastii.

## Galerie

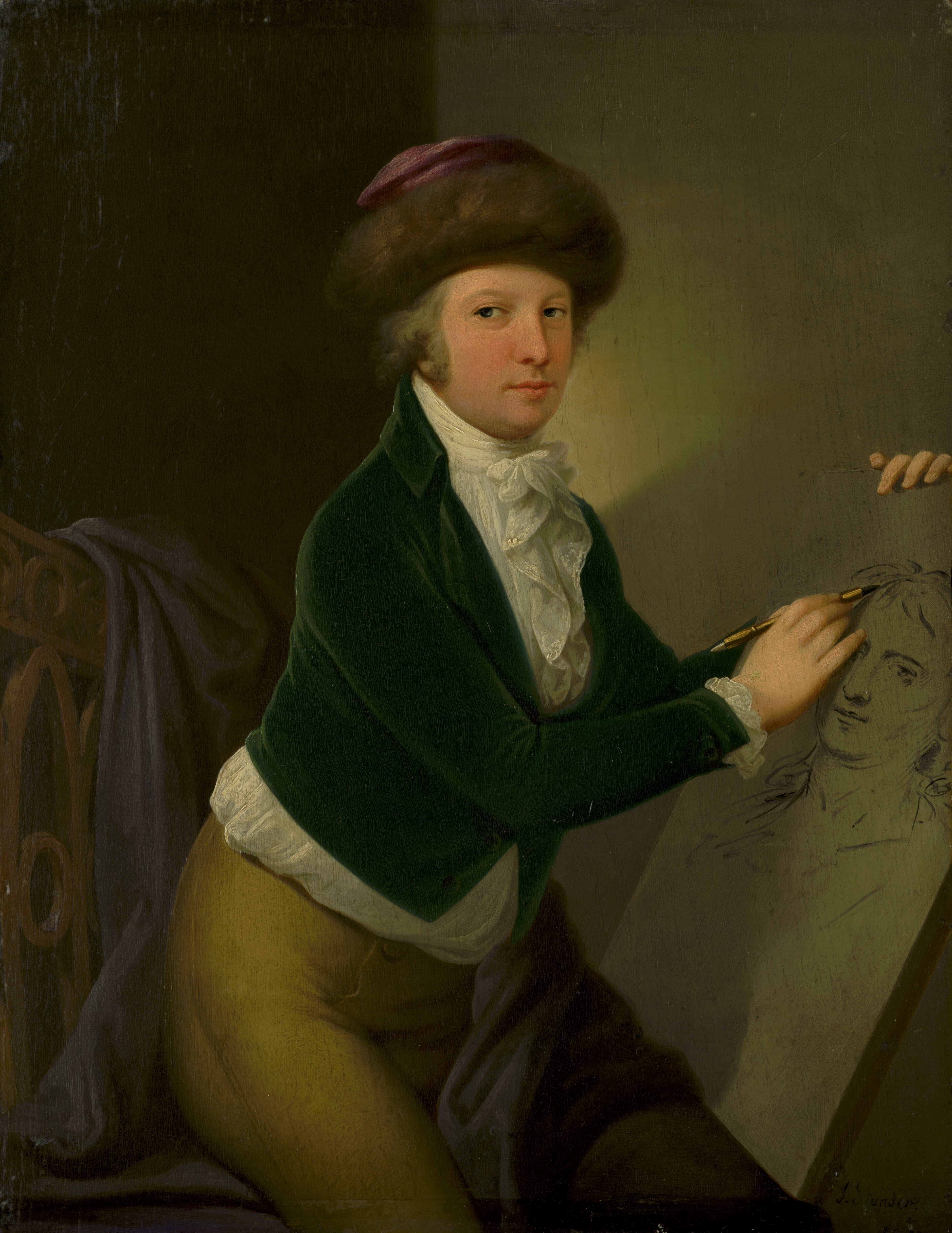
Hrabě Jan Hadik (1755–1833), sbírky Slovenské národní galerie
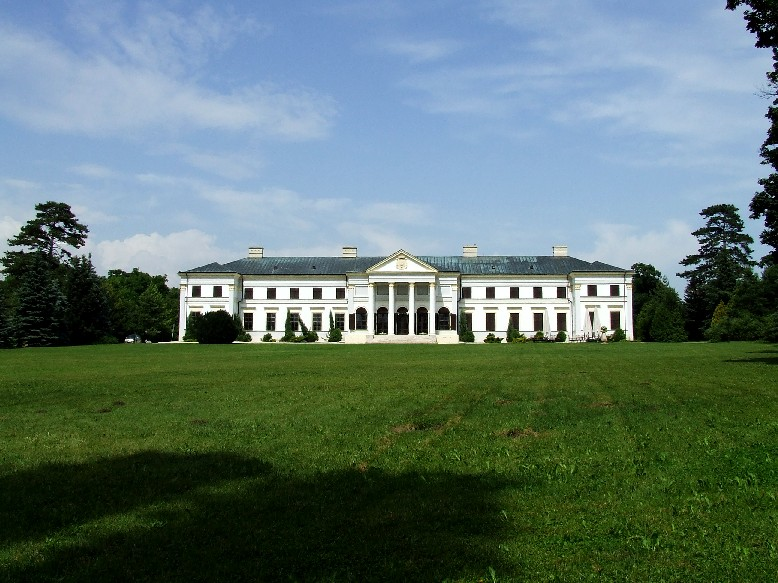
Zámek Seregélyes
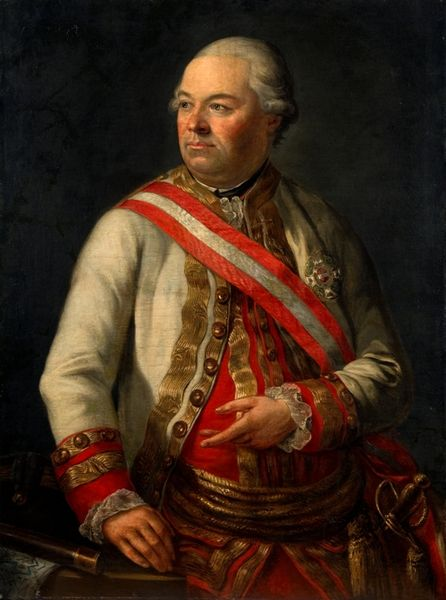
Polní podmaršálek Karel Josef Hadik
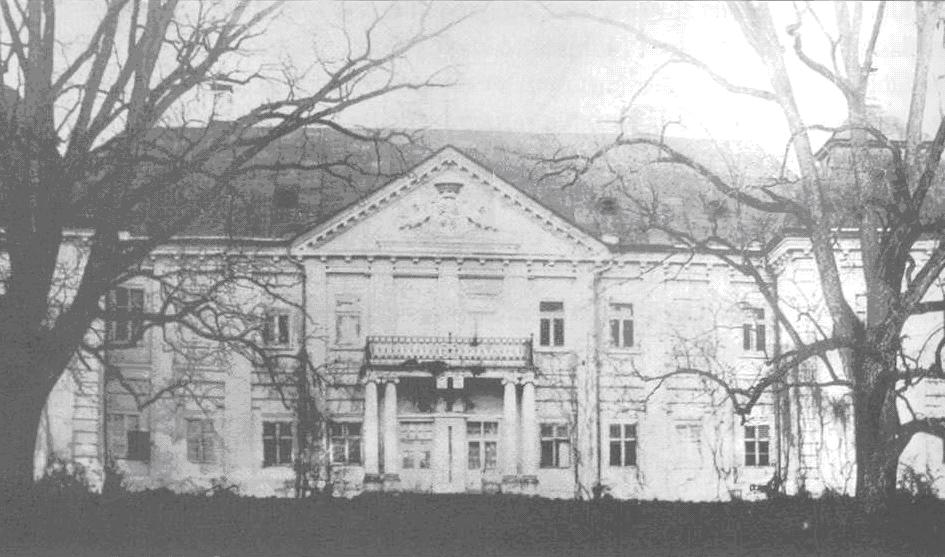
Zámek Pavlovce nad Uhom
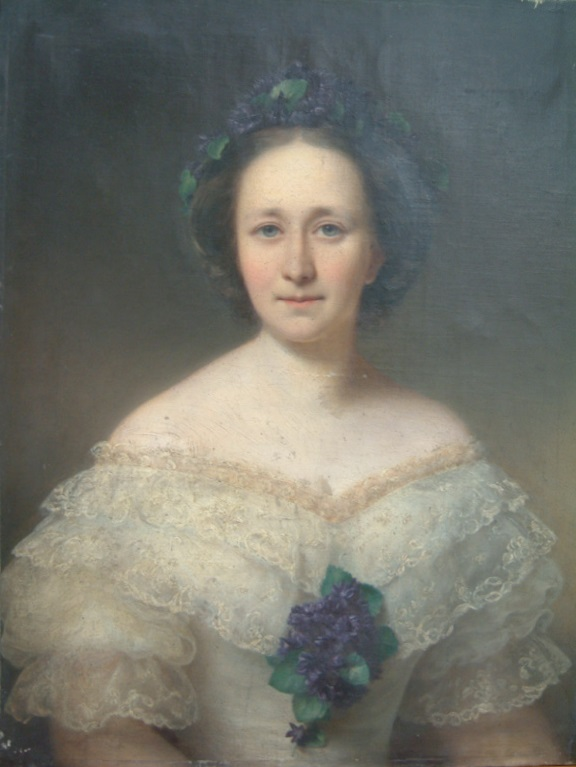
Ilona Hadiková, rozená Barkóczy (1833–1887)
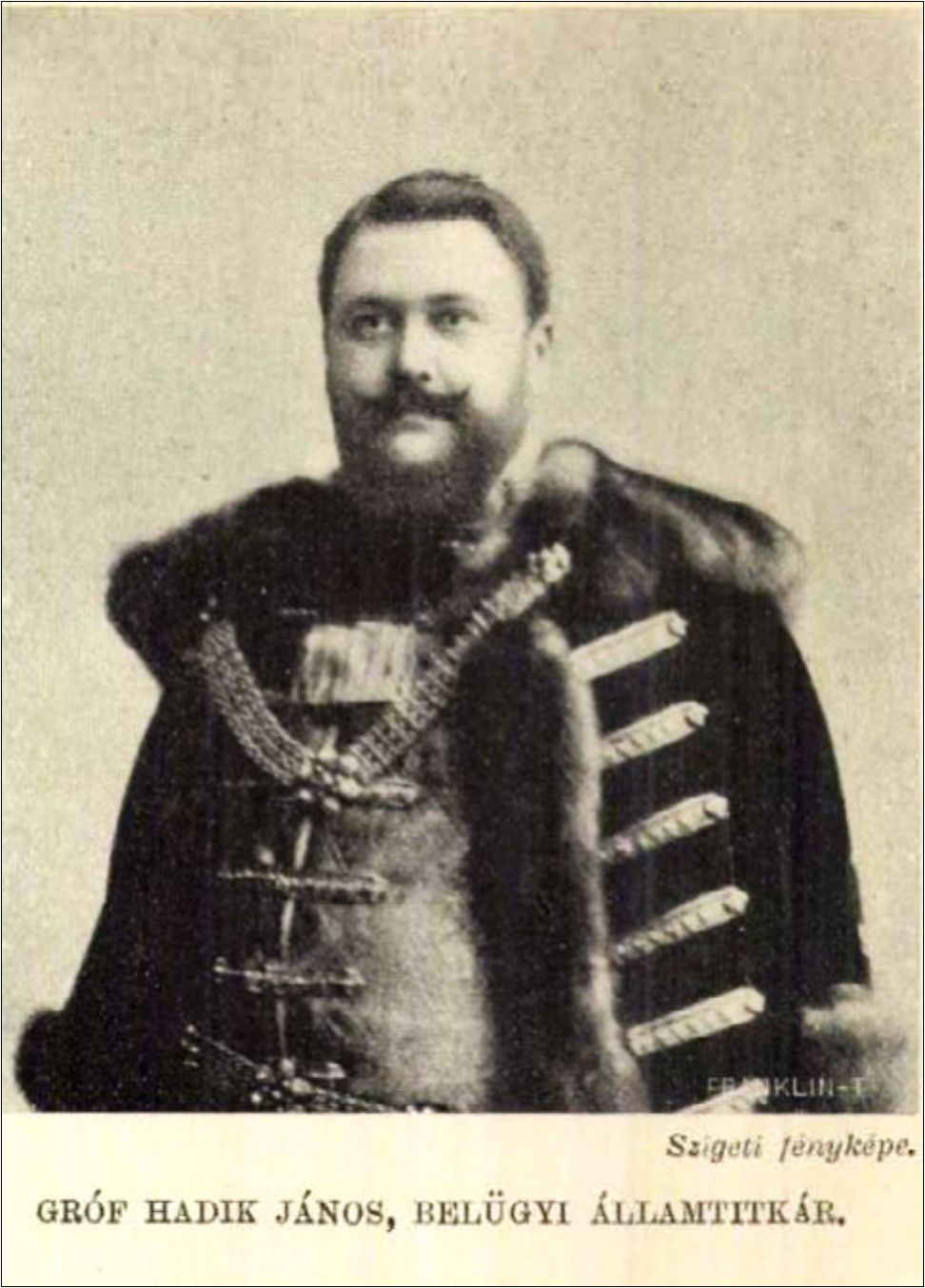
János Hadik (1863–1933)
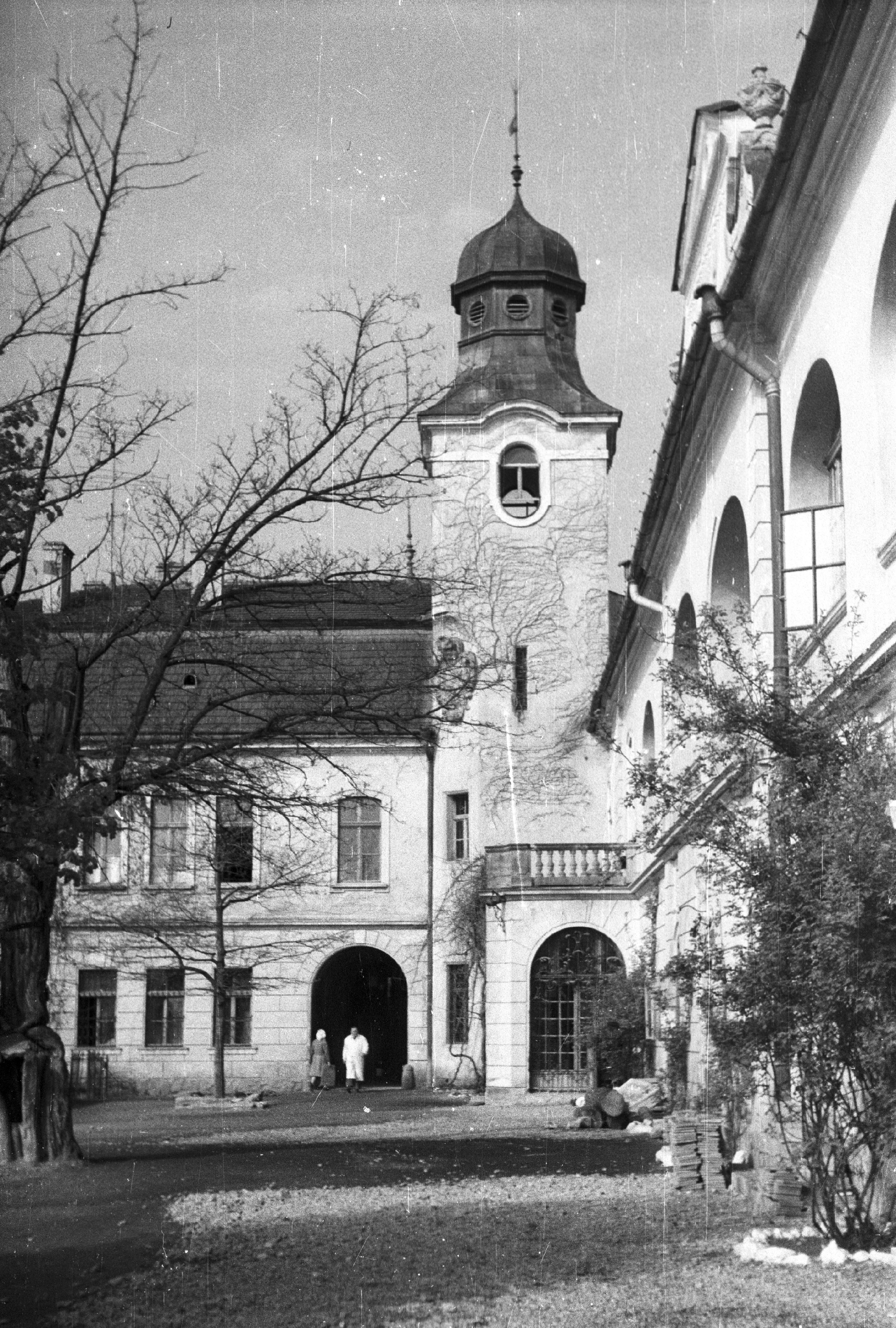
Zámek Tornanádaska
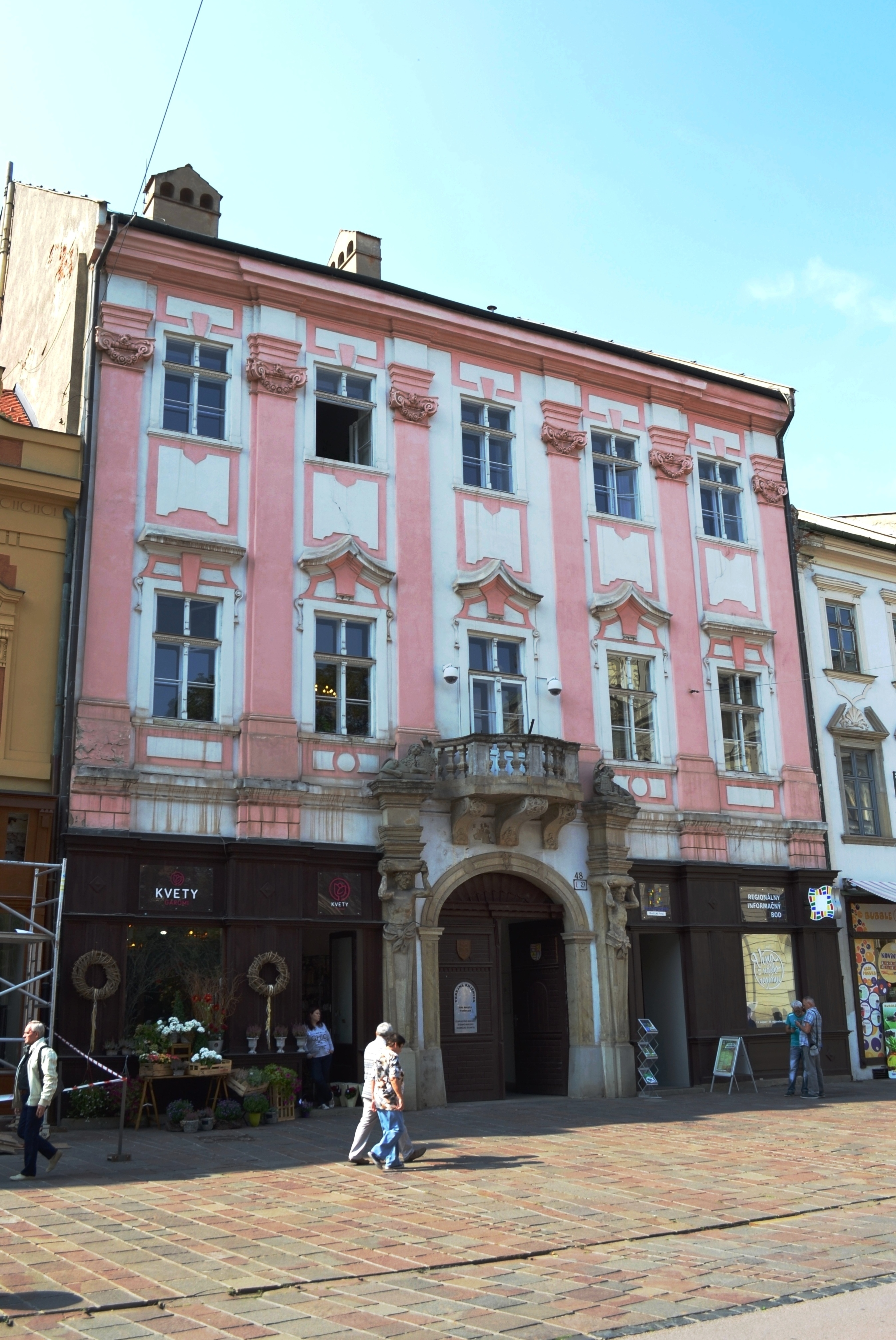
Palác Hadik-Barkóczy v Košicích
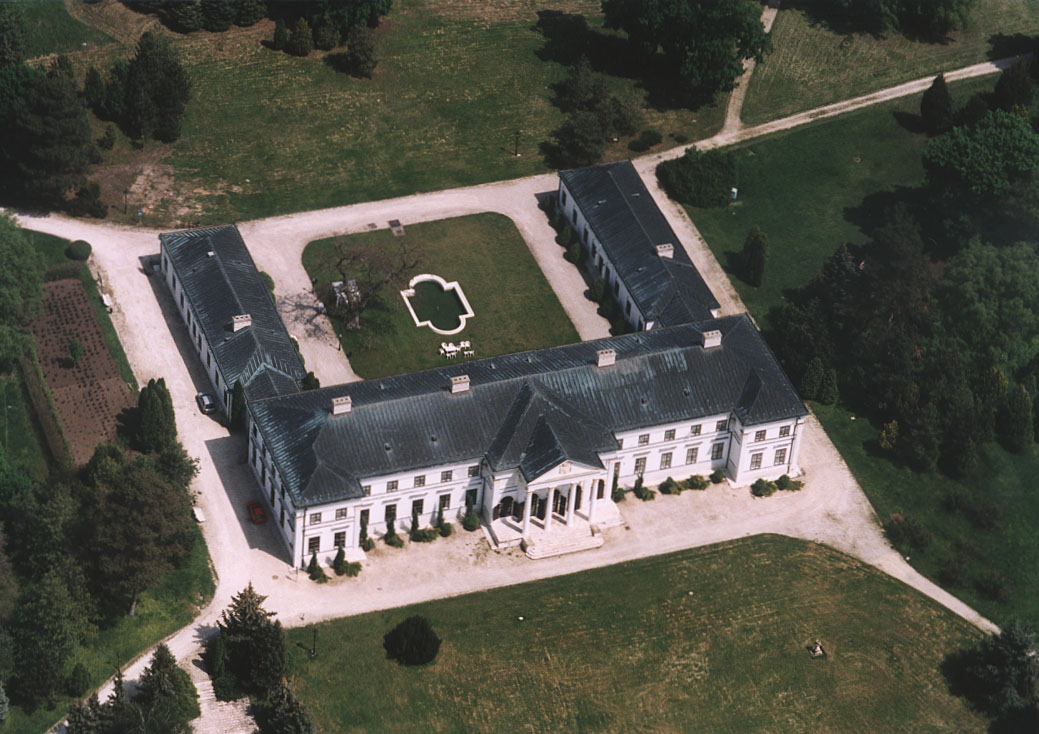
Zámek Seregélyes